# SkyWork Airlines
SkyWork Airlines AG era una compagnia aerea regionale svizzera, attiva dal 1983 al 2018, con sede principale nel comune di Belp, presso l'aeroporto di Berna. Servendo la città di Berna e i suoi dintorni dall'aeroporto Belp offriva principalmente voli di linea verso destinazioni europee. Nel periodo estivo operava anche voli charter.

## Storia
La SkyWork nasce come scuola di volo presso l'aeroporto di Berna nel 1983, focalizzando le sue attività, dal 1989, sul trasporto di privati come servizio aerotaxi.
Nel 2003 la SkyWork acquista il primo Dornier Do 328 e inizia a operare come vettore charter in collaborazione con alcuni tour operator.
Nel 2009 inizia a servire la sua prima destinazione di linea sulla tratta Berna-Rotterdam e nel 2010 la compagnia viene ristrutturata sotto la guida dell'amministratore delegato Tomislav Lang, introducendo anche una nuova immagine per la compagnia, divenendo un vettore regionale con riferimento l'aeroporto di Berna, operando voli di linea verso diverse destinazioni europee.
Nel 2012 SkyWork Airlines fondò il proprio tour operator, SkyWork Travel, offrendo servizi per la prenotazione di voli e soggiorni vacanze.
SkyWork ha cessato le operazioni di volo il 29 agosto 2018 dichiarando bancarotta.

## Flotta

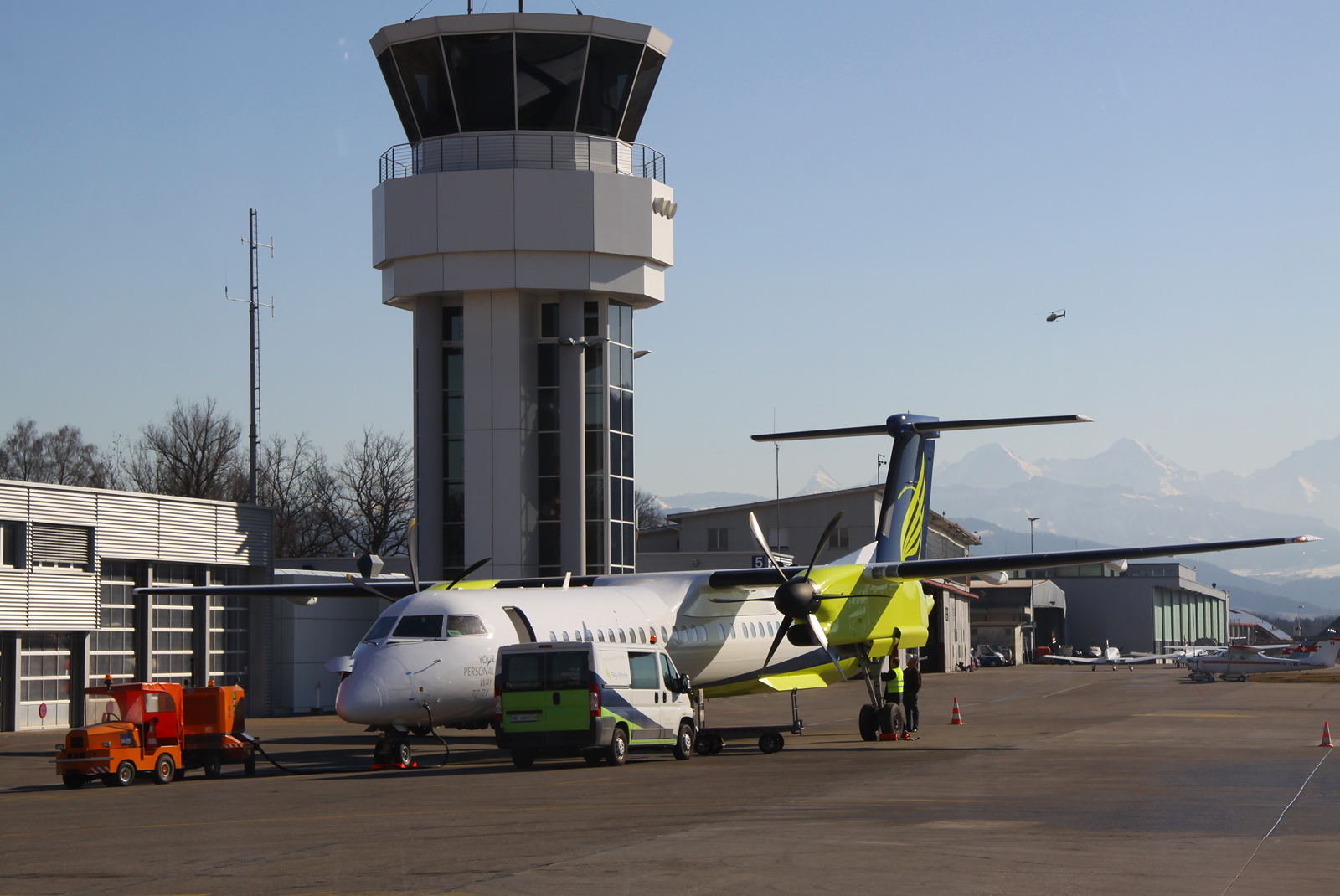
Bombardier Q400 sul piazzale dell'aeroporto di Berna

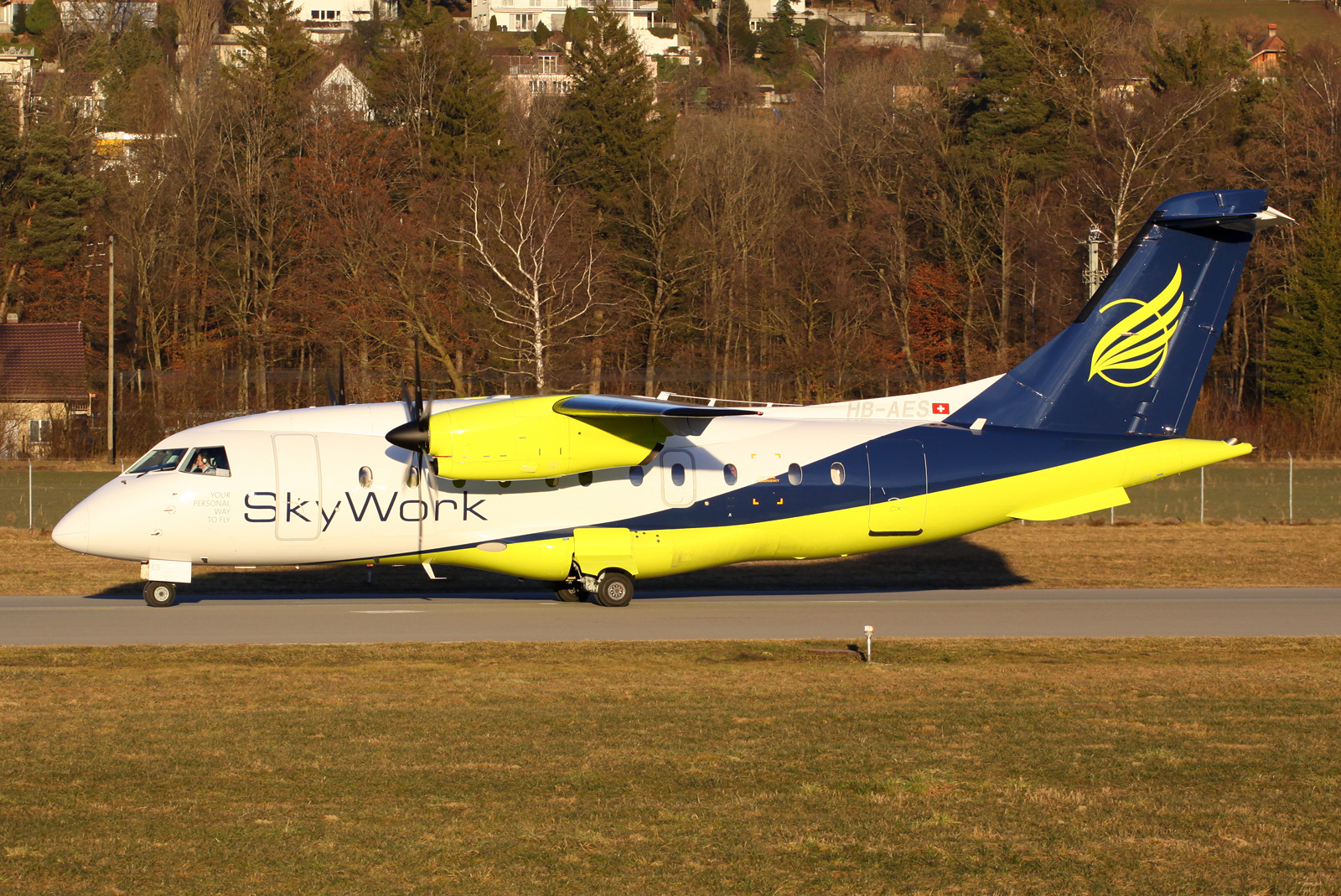
Fairchild Dornier 328-110 all'aeroporto di Berna

SkyWork Airlines utilizza i seguenti aeromobili (aprile 2018):
Pianificando un'ulteriore espansione della flotta il CEO della compagnia, Tomislav Lang, ha dichiarato di aver individuato nel Bombardier CSeries l'aeroplano ideale per servire l'aeroporto di Berna, che è caratterizzato da una pista particolarmente corta.